# Chesias nigrescens
Chesias nigrescens là một loài bướm đêm trong họ Geometridae.